# Керри (аэропорт)
Аэропорт Ке́рри (англ. Kerry Airport, ирл. Aerfort Chiarraí, также известный как Аэропорт Фарранфор (англ. Farranfore Airport) — аэропорт в Фарранфоре, Килларни, графство Керри, Ирландия. Он расположен в 13 километрах на север от Килларни и Кольца Керри и в 15 километрах на юго-восток от Трали. По информации на январь 2011 года обслуживание пассажиров велось компаниями Ryanair и Aer Arann.

## История
Впервые самолёт приземлился в Керри 25 августа 1969 года; это был самолёт Департамента транспорта и энергетики. В следующие 10 лет аэропорт использовался частными самолётами и случайными чартерными грузовыми самолётами; регулярное сообщение началось с июля 1979 года.